# Sauce sriracha

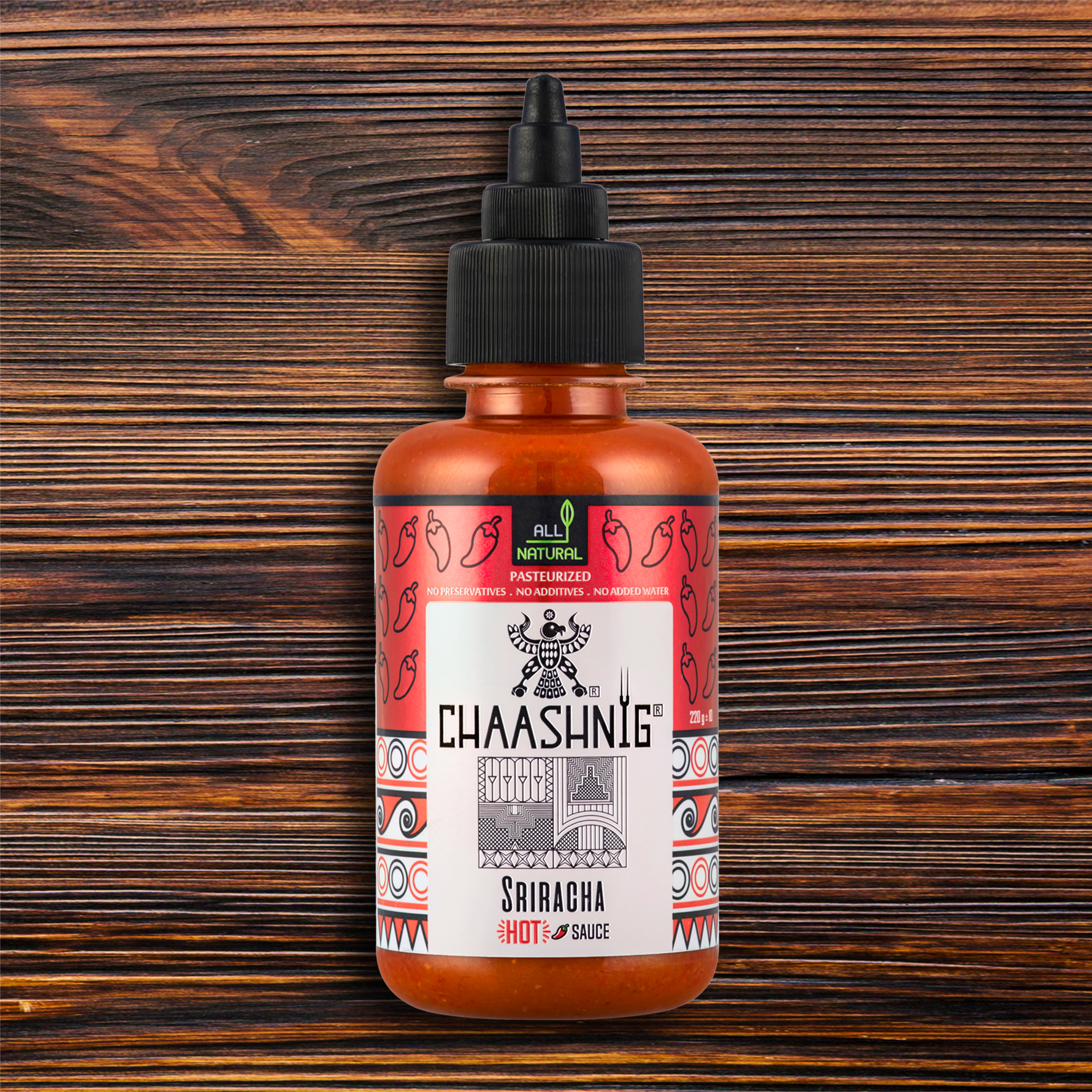
Flacon de sauce sriracha.

La sauce sriracha (thaï : ศรีราชา,  siraatchaa) est un type de sauce piquante thaïlandaise (nam phrik), nommée d'après la ville côtière de Si Racha, dans la province de Chonburi, d'où elle est originaire,. Elle a un score 1 000 à 2 500 sur l’échelle de Scoville.
C'est une pâte faite de piments, de vinaigre distillé, d'ail, de sucre et de sel.
La sauce sriracha de Huy Fong Foods (Rooster sauce), fabriquée à Irwindale en Californie, est largement distribuée aux États-Unis, tandis qu'en Europe, c'est Tabasco ou la marque thaïlandaise Flying Goose.

## Dans la cuisine réunionnaise
À La Réunion, on retrouve la sauce sriracha, ou plus communément « sauce piment » ou encore « piment chinois », dans les plats contenant des bouchons, par exemple le pain bouchon vendu par les camions-bars.

## Dans la culture
- Un jeu de mots avec sriracha a servi à former le nom de 3RACHA, groupe de hip-hop et sous-unité du groupe de k-pop Stray Kids.
- Sriracha Sauce fut l'un des plus importants labels de métal/fusion français des années 1990 et 2000, regroupant notamment des artistes tels que Lofofora, Black Bomb A, Eths et Punish Yourself. Il fermera ses portes en 2006.